# 科斯強季尼夫卡 (戈洛瓦尼夫西克區)
48°16′18″N 30°36′23″E / 48.27167°N 30.60639°E
科斯強季尼夫卡（烏克蘭語：Костянтинівка）是烏克蘭中部的村莊，隸屬基洛夫格勒州的霍洛瓦尼夫斯克區。該村面積0.53平方公里，海拔高度152米，2001年人口8，人口密度每平方公里15人。